# الکساندر استوانوویچ
الکساندر استوانوویچ (انگلیسی: Aleksandar Stevanović؛ زادهٔ ۱۶ فوریهٔ ۱۹۹۲) بازیکن فوتبال اهل صربستان است.
از باشگاه‌هایی که در آن بازی کرده‌است می‌توان به باشگاه فوتبال هانزا روستوک و باشگاه ورزشی وردر برمن اشاره کرد.